# Primo Levi
Primo Levi (tiếng Ý: [Primo lɛːvi]; 31 tháng 7 năm 1919 - ngày 11 tháng 4 năm 1987) là một nhà hóa học và nhà văn người Ý gốc Do Thái, và là sống sót nạn Holocaust. Ông là tác giả của nhiều cuốn sách, tiểu thuyết, tập truyện ngắn, tiểu luận, và những bài thơ. công trình nổi tiếng nhất của ông bao gồm Liệu đây có phải là một con người (1947) (Hoa Kỳ: sống còn ở Auschwitz), ghi chép của ông trong những năm ông đã là một tù nhân trong trại tập trung Auschwitz của Đức Quốc xã ở Ba Lan bị Đức chiếm đóng; và tác phẩm độc đáo của ông, Bảng tuần hoàn (1975), liên quan đến phẩm chất của các yếu tố, trong đó Viện Hoàng gia của Vương quốc Anh đặt tên cho cuốn sách khoa học tốt nhất từng được viết. 
Levi đã chết vào năm 1987 từ thương tích trong một cú ngã từ một căn hộ hạ cánh tầng thứ ba. Trong khi cái chết của ông được chính thức xem như một vụ tự tử, một số bằng chứng cho thấy khả năng vụ ngã này là do tình cờ.

## Tiểu sử
Levi sinh ra vào năm 1919 tại Torino, Ý, tại Corso Re Umberto 75, trong một gia đình Do Thái tự do. Cha ông Cesare làm việc cho công ty sản xuất Ganz và dành nhiều thời gian làm việc ở nước ngoài tại Hungary, nơi Ganz được đặt cơ sở. Cesare là một người thích đọc và tự học. Mẹ của Levi Ester, được mọi người gọi là Rina, là người được ăn học bài bản, sau khi theo học Istituto Maria Letizia. Bà cũng là một ham đọc sách, chơi piano, và nói thông thạo tiếng Pháp. Cuộc hôn nhân giữa Rina và Cesare đã được cha của Rina sắp xếp. Vào ngày cưới của họ, cha Rina, Cesare Luzzati, đã cho Rina căn hộ tại Corso Re Umberto, nơi Primo Levi đã sống gần như suốt đời mình.